# Нестеренко, Дмитрий Акимович
Дмитрий Акимович Нестеренко (1906—1953) — командир эскадрильи полковник гвардии 820-го штурмового Киевского авиационного полка 292-й штурмовой авиационной дивизии 1-го штурмового авиационного корпуса 5-й воздушной армии Степного фронта, капитан. Герой Советского Союза (1944).

## Биография
Родился 13 октября 1906 года в городе Мариуполь ныне Донецкой области Украины. Работал грузчиком.
В Красной Армии с 1928 года. Прошёл полный курс лётной подготовки и в 1936 получил звание военного лётчика. На фронте Великой Отечественной войны с августа 1941 года.
К октябрю 1943 года совершил семьдесят семь боевых вылетов на штурмовку живой силы и боевой техники противника, в воздушных боях сбил два вражеских самолёта.
Указом Президиума Верховного Совета СССР «О присвоении звания Героя Советского Союза офицерскому составу военно-воздушных сил Красной Армии» от 4 февраля 1944 года за «образцовое выполнение боевых заданий командования на фронте борьбы с немецкими захватчиками и проявленные при этом отвагу и геройство» удостоен звания Героя Советского Союза с вручением ордена Ленина и медали «Золотая Звезда».
После войны продолжал службу в ВВС. Был командиром штурмового авиационного полка. Скончался 28 мая 1953 года.

## Награды
- Медаль «Золотая Звезда» Героя Советского Союза;
- орден Ленина;
- три ордена Красного Знамени;
- орден Суворова 3-й степени;
- орден Александра Невского;
- орден Отечественной войны 1-й степени;
- орден Красной Звезды;
- медали.